# 基彭蓋雷嶺
基彭蓋雷嶺是東非國家莫桑比克的山脈，位於該國西南部馬拉維湖北端，全長約200公里，最高點海拔高度2,961米，每年平均降雨量達2,000毫米。
9°30′S 34°10′E / 9.500°S 34.167°E